# Pim Cazemier
Pim Cazemier (Aduard, 3 juli 1989) is een Nederlands langebaanschaatser en wielrenner. Cazemier, zoon van de schaatser Lex Cazemier, schaatst bij de marathonploeg CRV-Interfarms van trainer Ynco de Vries en traint daarnaast samen met de Amerikaanse langebaanploeg waarin ook Brian Hansen traint. Tot seizoen 2011/2012 kwam hij uit namens Hofmeier. Eerder reed hij voor Jong Oranje en VPZ.
In 2007, zijn eerste jaar als wielrenner bij de junioren, was hij tamelijk succesvol. Met een overwinning op het districtskampioenschap tijdrijden en een eerste plaats in de ronde van Noordhorn was het een succesvol jaar.
Een groot schaatssucces boekte Cazemier toen hij de wereldtitel op de 1500 meter tijdens het WK junioren 2009 op de buitenijsbaan Tor Cos van Zakopane in Polen veroverde. Op datzelfde WK junioren werd hij samen met Lucas van Alphen, Demian Roelofs en Koen Verweij ook wereldkampioen in de ploegenachtervolging. In het allroundklassement eindigde hij als vierde. Tijdens de eerste editie van de wereldbeker junioren won hij zowel het klassement van de 1500 meter als het gecombineerde klassement van de 3000 en 5000 meter. Ook is Cazemier in het bezit van het Nederlands juniorenrecord (alsmede het officieuze juniorenwereldrecord) op de 3000 meter in 3.42,16 gereden in Calgary.
In 2012 werd hij Nederlands kampioen allround op natuurijs 
Op 13 december 2013 greep hij op de 5000 meter net naast eremetaal tijdens het Schaatsen op de Winteruniversiade 2013 op de ijsbaan van Baselga di Pinè, hij revancheerde zich vijf dagen later door de 10.000 meter wel te winnen.

## Persoonlijke records[1]
| Afstand      | Tijd     | Datum           | Baan       |
| ------------ | -------- | --------------- | ---------- |
| 500 meter    | 36.65    | 15 maart 2009   | Calgary    |
| 1000 meter   | 1.10,66  | 15 maart 2009   | Calgary    |
| 1500 meter   | 1.46,48  | 19 maart 2009   | Calgary    |
| 3000 meter   | 3.42,16  | 18 maart 2009   | Calgary    |
| 5000 meter   | 6.35,73  | 9 november 2012 | Heerenveen |
| 10.000 meter | 14.08,85 | 11 maart 2012   | Breda      |

## Resultaten
| Jaar | NK Afstanden         | NK Allround | WK Junioren                                      |
| ---- | -------------------- | ----------- | ------------------------------------------------ |
| 2009 |                      | NC14        | 1500 m · 4e 5000 m · 4e allround · achtervolging |
| 2010 | 18e 1500 m 18e 5000m |             |                                                  |
| 2011 | 14e 1500 m           | 11e         |                                                  |
| 2012 | 19e 1500 m           |             |                                                  |
| 2013 |                      |             |                                                  |

 NC# = niet gekwalificeerd voor de laatste afstand, maar wel als # geklasseerd in de eindrangschikking 

### Medaillespiegel
| Kampioenschap | Goud | Zilver | Brons |
| ------------- | ---- | ------ | ----- |
| WK Junioren   | 2    | 0      | 0     |